# Jarosława Jóźwiakowska
Jarosława Jóźwiakowska-Bieda, född 20 januari 1937 i Poznań, är en före detta polsk friidrottare.
Jóźwiakowska blev olympisk silvermedaljör i höjdhopp vid sommarspelen 1960 i Rom.